# Hippidion devillei
Hippidion devillei es un mamífero perisodáctilo extinto de la familia Equidae y del género Hippidion que vivió en el Pleistoceno de América del Sur.
Su tamaño era inferior al caballo doméstico actual.

## Distribución
Se colectaron sus restos tanto en Argentina como el sur de Bolivia.
Argentina(Ensenadense)
- Provincia de Buenos Aires
  - Olivos.
  - Canal de conjunción del puerto de La Plata.
- Provincia de Jujuy
  - Uquía (Plioceno tardío).
  - Quebrada de Humahuaca.

Bolivia
- Tarija

## Características
Es de tamaño intermedio entre H. principale e H. saldiasi. Es característica de esta especie la retracción de la escotadura nasal, al nivel del mesostilo del M2. El perfil lateral del cráneo es convexo, sin ninguna inflexión naso-frontal. Los huesos de sus patas son cortos y robustos. 

## Taxonomía
La especie fue descrita originalmente por Paul Gervais en el año 1855, bajo el nombre de Equus devillei, mediante un fragmento de la rama mandibular izquierda con su serie dentaria completa, y un astrágalo derecho, que provenían de Tarija, Bolivia. Fueron depositados en el «Institut de Paléontologie du Muséum National dʼHistoire Naturelle» de París, con las siglas TAR 687 y TAR 675.

## Hábitos y causas de su extinción
H. devillei seguramente habitaban en espacios abiertos de estepas, praderas, o sabanas, en pequeños grupos que pastarían siempre atentos al peligro que representaban los variados predadores carnívoros. Su dieta era herbívora.